# Dasineura chinquapin
Dasineura chinquapin är en tvåvingeart som först beskrevs av Beutenmuller 1907.  Dasineura chinquapin ingår i släktet Dasineura och familjen gallmyggor.
Artens utbredningsområde är North Carolina. Inga underarter finns listade i Catalogue of Life.